# Балантич, Франце
Франце Балантич (словен. France Balantič; 29 ноября 1921, Камник, Югославия — 24 ноября 1943, Грахово, Внутренняя Крайна) — словенский поэт.

## Биография
По вероисповеданию — католик. Изучал литературу в Люблянском университете. Балантич придерживался левых взглядов, после вторжения нацистов входил в Освободительный фронт Словении, но вскоре отошёл от политической активности. В июне 1942 года он был арестован фашистскими властями Италии, заключён в концлагерь в Гонарсе. Освобождён через несколько месяцев по ходатайству епископа Грегория Рожмана. После освобождения Балантич вернулся в Любляну, в течение полугода находился в одиночестве, много писал. В марте 1943 года стал членом добровольческой милиции, организованной под эгидой итальянских фашистов. В сентябре того же года вступил в Словенское домобранство, члены которого сотрудничали с германскими нацистами.
24 ноября 1943 года около 100 югославских партизан совершили нападение на контрольно-пропускной пост у деревни Грахово недалеко от города Царкница, который обороняло всего 30 человек. Будучи единственным офицером на посту, Балантич возглавил оборону, однако в завязавшейся перестрелке был убит. В итоге партизанам удалось сжечь пост, уничтожив всех обороняющихся.

## Творчество
Испытал влияние Йосипа Мурна, Сречко Косовела, Алоиза Градника. В своей мистической лирике, развивавшей мотивы барокко и экспрессионизма, придерживался строгих классических форм, нередко обращался к сонету. При коммунистической власти в Югославии его книги были изъяты из библиотек, имя было запрещено к упоминанию. Произведения Балантича публиковались в Аргентине, где существовала большая словенская община. В конце 1980-х годов он был заново открыт на родине и наряду с Мурном, Косовелом, Градником, Эдвардом Коцбеком причислен к крупнейшим словенским поэтам XX столетия.

## Книги
- V ognju groze plapolam (Любляна, 1944)
- Muževna steblika (Буэнос-Айрес, 1966)
- Zbrano delo (Буэнос-Айрес, 1976)
- Zbrane pesmi (Любляна, 1991)
- Tihi glas piščali (Любляна, 1991).

## Издания на русском языке
- Поэзия Словении. XX век/ Сост. А. Романенко. М.: Художественная литература, 1989
- Крик раздвоенной души. Два поэта Словении/ Пер. Никиты Иванова. СПб.: Алетейя, 2009